# サロン・デュ・ショコラ

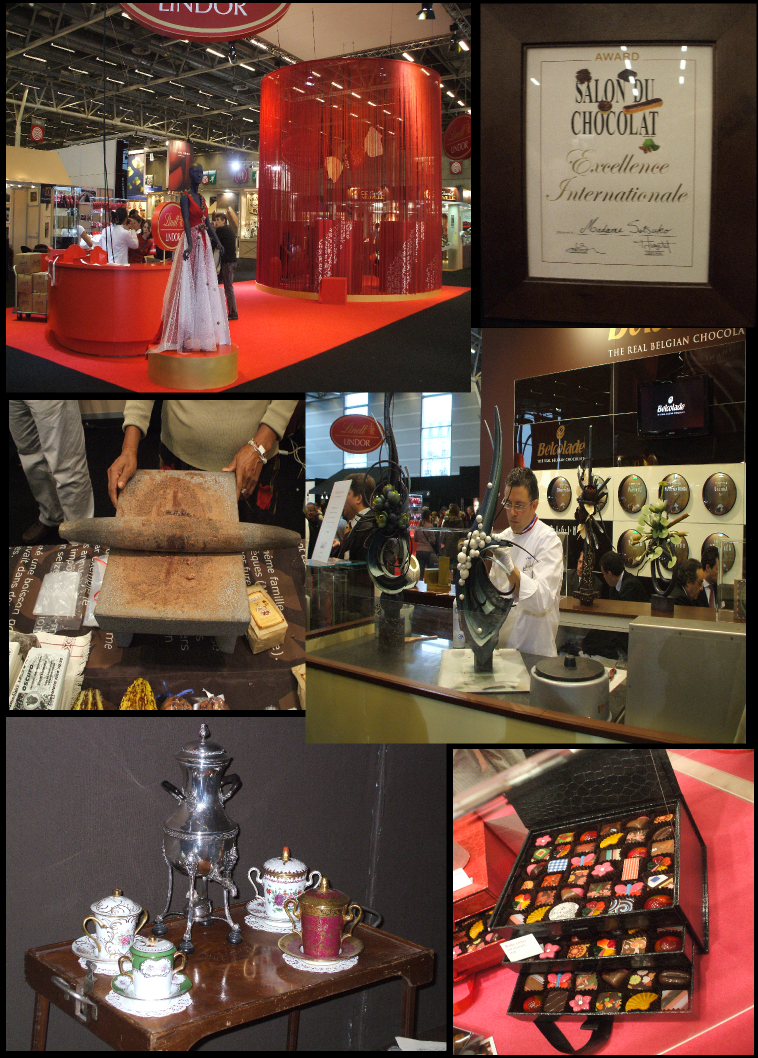
Salon du Chocolat 2008

サロン・デュ・ショコラ（Salon du Chocolat）はチョコレートの見本市。1994年にフランス外務省の後援のもと開催されている。以前はパリ、ニューヨーク、東京、モスクワで開催されていたが、2009年以降中国北京、2010年には上海市での同様のイベントが行われた。さらにサウジアラビアでも開催されている。
パリのサロン・デュ・ショコラは毎年10月から11月にかけて開催。
日本では2003年に伊勢丹新宿店で初めて開催。現在は三越伊勢丹が1月から2月にかけて開催している。かつては新宿NSビルで開催されていたことがあった。